# Сан Суси (Јужна Каролина)
Сан Суси (енгл. Sans Souci) насељено је место без административног статуса у америчкој савезној држави Јужна Каролина.

## Демографија
По попису из 2010. године број становника је 7.869, што је 33 (0,4%) становника више него 2000. године.
|                   | 2020.          | 2010.          | 2000.          |
| Укупно            | 8 581 (100,0%) | 7 869 (100,0%) | 7 836 (100,0%) |
| Белци             | 4 492 (52,35%) | 5 064 (64,35%) | 6 065 (77,40%) |
| Хиспаноамериканци | 2 192 (25,54%) | 1 345 (17,09%) | 599 (7,644%)   |
| Афроамериканци    | 1 461 (17,03%) | 1 203 (15,29%) | 990 (12,63%)   |
| Остали            | 354 (4,125%)   | 179 (2,275%)   | 87 (1,110%)    |
| Азијати           | 82 (0,956%)    | 78 (0,991%)    | 95 (1,212%)    |